# Irving Segal
Irving Ezra Segal (Bronx, 13 de setembro de 1918 — Lexington, 24 de dezembro de 1998) foi um matemático estadunidense.
Foi palestrante convidado do Congresso Internacional de Matemáticos em Moscou (1966 - Nonlinear relativistic partial differential equations) e em Nice (1970 - Nonlinear quantum processes and automorphism groups of C* algebras). Em 1961 foi eleito membro da Academia de Artes e Ciências dos Estados Unidos.